# Jaroslav Drobný (tennista)
Jaroslav Drobný (Praga, 12 ottobre 1921 – Londra, 13 settembre 2001) è stato un tennista e hockeista su ghiaccio cecoslovacco naturalizzato egiziano e in seguito britannico.
Lasciò il suo paese nel 1949 e viaggiò per un decennio con passaporto egiziano, acquisendo poi la cittadinanza britannica nel 1959. In singolare, nei suoi oltre trent'anni di carriera ha vinto due volte gli Internazionali di Francia (1952 e 1953) e una volta il Torneo di Wimbledon (1954), mentre già nel 1948 aveva vinto gli Internazionali di Francia in doppio maschile e doppio misto. 
Dal 1938 al 1949 fu, contemporaneamente all'attività tennistica, giocatore di hockey su ghiaccio, vincendo il Campionato del Mondo 1947 con la Nazionale Cecoslovacca.
È stato inserito sia nell'Hall of Fame del tennis che in quella dell'hockey su ghiaccio.

## Carriera

### Tennis
Ottiene i suoi successi più importanti negli anni successivi alla fine della seconda guerra mondiale. Nel 1946 arriva per la prima volta in semifinale a Wimbledon eliminando sulla sua strada anche il grande Jack Kramer, testa di serie numero due. Poche settimane dopo partecipa agli Internazionali di Francia e raggiunge la prima finale in uno Slam, ma nonostante la vittoria dei primi due set è stato sconfitto in rimonta da Marcel Bernard.

Agli Internazionali di Francia 1948 conquista i primi due titoli dello Slam, trionfa infatti nel doppio maschile insieme a Lennart Bergelin e nel doppio misto insieme a Patricia Canning Todd. Nella stessa stagione raggiunge la semifinale agli U.S. National Championships venendo sconfitto da Pancho Gonzales.

Nel 1949 raggiunge la finale a Wimbledon ma viene sconfitto al quinto set dalla testa di serie numero uno Ted Schroeder. Partecipa per la prima ed unica volta agli Australian Championships nel 1950 e raggiunge la finale del doppio maschile insieme a Eric Sturgess. Vengono però sconfitti dalla coppia Bromwich-Quist.
Nel 1950 vince il torneo di singolare ai primi Internazionali d'Italia del dopoguerra, battendo lo statunitense Bill Talbert in quattro set. A Parigi, nel torneo di doppio, si ripete la scena dell'anno prima: Drobný e Sturgess vengono sconfitti in finale dalla coppia statunitense formata da Bill Talbert e Tony Trabert.
Nel 1951, al Foro Italico, Drobný fa il bis nel singolare, sconfiggendo Gianni Cucelli 6-1, 10-8, 6-0 e si aggiudica anche il torneo di doppio, in coppia con Dick Savitt, battendo la coppia italiana Cucelli-Del Bello in quattro set.  Vince il primo titolo dello Slam in singolare, a Parigi, sconfiggendo il compagno di doppio Eric Sturgess con un triplo 6-3. A Wimbledon i due partecipano insieme al doppio maschile ma vengono fermati nel match decisivo da Ken McGregor e Frank Sedgman.
L'anno dopo, a Roma, perde la finale del singolare da Frank Sedgman in quattro set ma si aggiudica il torneo di doppio, in coppia con lo stesso Sedgman, battendo nuovamente Cucelli Del Bello.
Agli Internazionali di Francia 1952 riesce a difendere il titolo dell'anno precedente, superando questa volta Frank Sedgman in quattro set. I due si riaffrontano poche settimane dopo, sui campi in erba di Wimbledon, ma questa volta riesce a trionfare Sedgman in quattro set.
Nel 1953 vince per la terza volta il singolare agli Internazionali d'Italia, battendo l'astro nascente Lew Hoad in tre soli set (6-2, 6-1, 6-2). A nessuno, prima di lui, era riuscito il tris, nel torneo italiano; il record sarà uguagliato da Martin Mulligan (1963, 1965 e 1967) e da Thomas Muster (1990, 1995 e 1996) e poi battuto da Rafael Nadal. Nel doppio, in coppia con Budge Patty, perde in finale dagli australiani Hoad e Rosewall in tre set. Si rifà l'anno successivo in coppia con Enrique Morea, battendo gli statunitensi Trabert e Seixas in cinque set.
Drobný conquista finalmente il titolo a Wimbledon, nel 1954, alla sua terza finale. Durante il torneo elimina le teste di serie numero due, Lew Hoad, la numero sette Budge Patty e in finale la numero tre Ken Rosewall.
 Trentacinquenne, vince ancora il doppio agli Internazionali d'Italia 1956 (quarto successo), in coppia con Lew Hoad, battendo Nicola Pietrangeli e Orlando Sirola in tre soli set.
Gioca il suo ultimo torneo dello Slam nel 1965 agli Internazionali di Francia venendo eliminato al primo turno da Sergio Palmieri in tre set.

In Coppa Davis ha giocato un totale di quarantatré partite con trentasette vittorie con la Squadra ceca di Coppa Davis.

Nel 1983 viene inserito nell'International Tennis Hall of Fame.

### Hockey su ghiaccio

#### Nazionale
Vinse la medaglia d'argento con la squadra cecoslovacca di hockey alle Olimpiadi del 1948.

## Statistiche

### Tennis

#### Grande Slam

##### Vinte (3)
| Anno | Torneo                        | Superficie  | Avversario in finale | Punteggio            |
| 1951 | Internazionali di Francia     | Terra rossa | Eric Sturgess        | 6–3, 6–3, 6–3        |
| 1952 | Internazionali di Francia (2) | Terra rossa | Frank Sedgman        | 6–2, 6–0, 3–6, 6–4   |
| 1954 | Torneo di Wimbledon           | Erba        | Ken Rosewall         | 13–11, 4–6, 6–2, 9–7 |

##### Perse (5)
| Anno | Torneo                        | Superficie  | Avversario in finale | Punteggio               |
| 1946 | Internazionali di Francia     | Terra rossa | Marcel Bernard       | 3–6, 2–6, 6–1, 6–4, 6–3 |
| 1948 | Internazionali di Francia (2) | Terra rossa | Frank Parker         | 6–4, 7–5, 5–7, 8–6      |
| 1949 | Torneo di Wimbledon           | Erba        | Ted Schroeder        | 3–6, 6–0, 6–3, 4–6, 6–4 |
| 1950 | Internazionali di Francia (3) | Terra rossa | Budge Patty          | 6–1, 6–2, 3–6, 5–7, 7–5 |
| 1952 | Torneo di Wimbledon (2)       | Erba        | Frank Sedgman        | 4–6, 6–2, 6–3, 6–2      |

### Hockey su ghiaccio
Statistiche aggiornate.

#### Nazionale
| Stagione | Livello        | Risultati    | Risultati | Risultati | Risultati | Risultati | Risultati |
| Stagione | Livello        | Competizione | P         | G         | A         | Pt        | PIM       |
| -------- | -------------- | ------------ | --------- | --------- | --------- | --------- | --------- |
| 1938-39  | Cecoslovacchia | WC           | 7         | 6         | 0         | 6         | -         |
| 1946-47  | Cecoslovacchia | WC           | 6         | 15        | 0         | 14        | -         |
| 1947-48  | Cecoslovacchia | OG           | 7         | 10        | 0         | 10        | -         |

## Palmares

### Hockey su ghiaccio

#### Club
- Campionato cecoslovacco: 9

 LTC Praha: 1938-39, 1939-40, 1941-42, 1942-43, 1943-44, 1945-46, 1946-47, 1947-48, 1948-49
- Coppa Spengler: 4

 LTC Praha: 1936, 1945, 1946, 1947

#### Nazionale
- Giochi olimpici: 1

 Cecoslovacchia: 1948
- Campionato del mondo: 1

 Cecoslovacchia: 1947

#### Individuale
- Czech Hockey Hall of Fame
- IIHF Hall of Fame:

1997
- Extraliga (Cecoslovacchia):

1941-42: Most Goals (9)
1942-43: Most Goals (6)